# Bamberg, Staatsbibliothek, Msc.Class.55

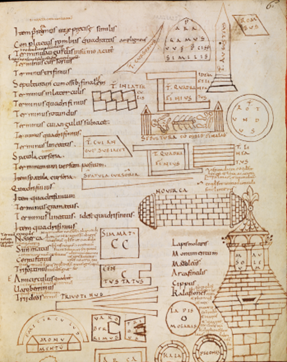
Bamberg, Staatsbibliothek, Msc.Class.55, fol. 6r: Diverse Diagramme innerhalb der Geometria I des Pseudo-Boethius.

Die Handschrift Bamberg, Staatsbibliothek, Msc.Class.55 ist ein Kodex, bei dem es sich näher um eine sogenannte mathematisch-naturwissenschaftliche Sammelhandschrift in lateinischer Sprache handelt. Die Handschrift wurde in Reims, wohl im 10. Jahrhundert angefertigt und gelangte durch Heinrich II. nach Bamberg, wo sie bis zur Säkularisation Teil der dortigen Dombibliothek war. Heute wird sie als Teil der Kaiser-Heinrich-Bibliothek in der Staatsbibliothek Bamberg verwahrt. Sie sticht insbesondere durch ihre Diagramme hervor, die neben geometrischen Figuren unter anderem Mühl- und Grabsteine, ein Mausoleum oder ein Skelett darstellen.

## Datierungen
Hinsichtlich der genaueren Datierung der Handschrift existieren unterschiedliche Ansichten: Während Leitschuh den Kodex in das 9. Jahrhundert datierte, geht die restliche Forschungsmeinung vom 10. Jahrhundert aus. So ordnet ihn Bischoff der ersten Hälfte des 10. Jahrhunderts zu, wohingegen sich Hoffmann aufgrund von übereinstimmenden Schreiberhänden (siehe unten) für das Ende des 10. Jahrhunderts ausspricht.
Später erfolgte Eingriffe wie Korrekturen und Ergänzungen erfolgten im späten 10. Jahrhundert. Eine Marginalie auf fol. 40r wird in die Mitte des 11. Jahrhunderts datiert und einer deutschen Schreiberhand zugeordnet. Auf fol. 1v soll die lateinische Phrase „Liber Junij Nipsi de mensuris“ Leitschuh zufolge im 16. Jahrhundert notiert worden sein.
Der aktuelle Einband des Kodex stammt aus dem Jahr 1611.

## Beschreibung
Die Sammelhandschrift umfasst 40 Pergamentblätter mittlerer Stärke im Format 26 × 20,5 cm und zum Teil 25,8 × 21 cm. Im vorderen als auch hinteren Abschnitt befindet sich jeweils ein ungezähltes Papierblatt. Der Schriftspiegel beträgt 19 × 15 cm. Der Text ist einspaltig und zählt 27 Zeilen pro Blatt, wobei das letzte, abschließende Blatt, fol. 40r, 33 Zeilen aufweist. Die Handschrift setzt sich aus fünf Lagen zusammen. Die Lagenformel lautet: {\textstyle 5\times IV^{40}}.
Der Einband zeichnet sich durch zwei Metallschließen aus. Auf der letzten Seite sind am oberen Rand kreisrunde Rostflecken zu erkennen, was auf eine ehemalige Ankettung des Kodex schließen lässt.
Zu den besonderen Auffälligkeiten des Pergaments zählen einerseits Randbeschnitte (Blätter 2, 8–24, 26, 29, 33–35, 37 und 39) sowie andererseits hellbraune Flecken (Blatt 25 und fol. 30r). Fol. 16v weist ausschließlich Federproben auf.

### Schreiberhände
Die Schrift ist eine Minuskel. Hoffmann identifiziert drei Schreiberhände (A, B und C):
- Hand A: ab fol. 1r, Zeile 1–17
- Hand B: auf fol. 1r, Zeile 18–27
- Hand C: fol. 1v–40v

Größtenteils ist von einer einzigen Schreiberhand (hier: Schreiberhand C) auszugehen, die ebenfalls innerhalb Msc.Class.11 (dort: Schreiberhand A) von 1v–70v und Msc.Class.45 (dort: Schreiberhand B) von 2r–193rb tätig gewesen war.
Hand A lässt sich auch in Msc.Class.26 (dort: ebenfalls Schreiberhand A) von fol. 1r–29v beobachten.
Die drei Handschriften weisen insgesamt auffallend viele Ähnlichkeiten auf. Häufige Ligaturen von ct, rt und st werden in Msc.Class.55 jedoch eher gemieden.

### Ausstattung

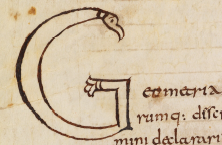
Bamberg, Staatsbibliothek, Msc.Class.55, fol. 1v: Ornamentinitiale ‘G’ in 'GEOMETRIA'.

Die Incipits bestehen aus rubrizierten oder schwarzen Majuskeln, die gelegentlich über eine orangerote Füllung verfügen (fol. 17v, 18v und 19v). Es gibt auch einzelne Majuskeln im Textinneren (fol. 21r–24v und 39v–40v), die sich durch eine solche Füllung auszeichnen. Meistens handelt es sich jedoch um schwarze Eingangsinitialen, die Punktverdickungen aufweisen (fol. 2v). Gelegentlich tauchen neben griechischen Lemmata auch Federproben wie zum Beispiel in der Form von zwei Profilköpfen am Rand von fol. 8v auf.
Eine der wenigen Ornamentinitialen, die sich auf fol. 1v befindet und das ‚G‘ in GEOMETRIA bildet, stellt eine Hohl-Majuskel in brauner Farbe dar. Ein Vogelkopf dient als oberer Abschluss, während das untere Ende durch ein Trifolium gestaltet ist. Die Höhe der Majuskel beträgt 4 cm.

#### Diagramme
Die Diagramme erstrecken sich insgesamt über acht Seiten und befinden sich mehrheitlich im 1. Buch, also der Geometria des Pseudo-Boethius. Sie sind in brauner und schwarzer Federzeichnung gestaltet und wurden durch den Randabschnitt teilweise stark in Mitleidenschaft gezogen. Die Beschriftungen sind in Capitalis rustica gestaltet. Die Blätter 3–4 weisen Schemazeichnungen zur Agrimensoren-Terminologie auf. Auf fol. 5v–6r sind Randzeichnungen verschiedener Grenzstein-Arten (teilweise aus dem Griechischen) abgebildet. Darunter befinden sich ein Obelisk, ein Grab samt Skelett, ein Mausoleum und unter anderem ein Mühlstein. Die Diagramme werden nicht dem Hauptschreiber der Handschrift zugeschrieben, sondern den Korrektur-Händen des späten 10. Jahrhunderts.

## Herkunft
Der Kodex stammt aus Reims in Frankreich und zählt neben Msc.Class.11, 12, 14, 24, 25, 26 und 45 zum einstigen Besitz Gerberts. Die genannten Codices können folglich demselben Skriptorium zugeordnet werden. Es wird angenommen, dass die Handschrift durch Heinrich II. ihren Weg nach Bamberg fand und im Kontext der Gründung des Bistums Bamberg in die dortige Dombibliothek gelangte.

## Inhalt
Bei dem Kodex handelt es sich um eine mathematisch-naturwissenschaftliche Sammelhandschrift, die unter anderem Auszüge aus der Geometria des Pseudo-Boethius oder der Naturalis historia des Plinius aufweist.
Suckale hat eine Einteilung in sechs zusammengehörige Bücher bzw. Textsammlungen vorgenommen:
| Fol.    | Urheber              | Titel                                                     |
| ------- | -------------------- | --------------------------------------------------------- |
| 1r      | Gerbert von Aurillac | Regulae de numerorum abaci rationibus                     |
| 1v–16r  | Pseudo-Boethius      | Geometria I (Exzerpte daraus)                             |
| 17r–19v | Plinius              | Naturalis Historia (Exzerpte daraus)                      |
| 19v–26r | keine Angaben        | Vier diverse mathematisch-naturwissenschaftliche Exzerpte |
| 26r–29r | Macrobius            | In somnium Scipionis (Exzerpte aus Kommentaren)           |
| 29r–40v | keine Angaben        | Vier diverse mathematisch-naturwissenschaftliche Exzerpte |

Die Bayerische Staatsbibliothek fasst die einzelnen Texte der Kompilation in folgende Liste zusammen:
- Gromatici
- Opera gromatica, astronomica, historica cum excerptis ex Plinio, Macrobio, Mart. Capella, Beda aliisque
- Opera gromatica etc.
- Gerbert von Aurillac, Regulae de numerorum abaci rationibus
- Pseudo-Boethius, Geometria I (Exzerpte)
- (Jun. Nipsi vel Boethii?) Demonstratio artis geometricae et Euclides translatus
- Plinius, Naturalis historia (Exzerpte)
- De positione et cursu septem planetarum
- Vier verschiedene, mathematisch-naturwissenschaftliche Exzerpte
- Excerptum de astrologia
- De ordine ac positione stellarum in signis
- De ratione unciarum
- De probatione auri et argenti
- De mensura caerae et metalli in operibus fusilibus
- Macrobius, In somnium Scipionis (Exzerpte aus Kommentaren)
- Ambrosii Macrobii Theodosii de mensura et magnitudine terre et circuli per quem solis iter est
- Item ejusdem de mensurae magnitudine solis
- Felicis Capellae de mensura lunae
- Eiusdem argumentum quo magnitudo terrae deprehensa est
- De mensuris et ponderibus
- Chronicae abbreviatio
- De anno et partibus ejus
- Argumentum quot horas luna in una quaque nocte luceat

Zusätzlich zu den von Leihtschuh und Suckale-Redlefsen ermittelten Autoren der einzelnen Schriften sind im Katalog der Bayerischen Staatsbibliothek noch weitere Autoren angeführt:
- Beda Heiliger (672–735)
- Boethius, Anicius Manlius Severinus (480–524)
- Nipsus, Marcus Iunius (ca. 2. Jh.)
- Euclides (ca. 3. Jh. v. Chr.)